# Alan Parker (musicien)
Pour les articles homonymes, voir Alan Parker et Parker.
Alan Parker est un guitariste britannique né le 26 août 1944 à Matlock, dans le Derbyshire.
Membre des groupes Blue Mink de 1969 à 1974 et Collective Consciousness Society de 1970 à 1973, il est principalement connu pour avoir travaillé comme musicien de studio avec David Bowie, Elton John ou Serge Gainsbourg. Il est également l'auteur de nombreuses bandes originales pour le cinéma et la télévision.

## Discographie

### Comme membre d'un groupe
- 1969 : Melting Pot de Blue Mink
- 1970 : Our World de Blue Mink
- 1970 : C.C.S (en) de Collective Consciousness Society
- 1971: Ugly Custard - Ugly Custard
- 1972 : A Time of Change de Blue Mink
- 1973 : Only When I Laugh de Blue Mink
- 1973 : The Best Band in the Land (en) de Collective Consciousness Society
- 1974 : Fruity de Blue Mink
- 1980 : Wonderin' de Rollercoaster (avec Karl Jenkins, Dick Morrisey, Ray Warleigh, etc.)

### Comme musicien de studio
- 1970 : Elton John d'Elton John
- 1970 : Candles in the Rain de Melanie
- 1971 : Histoire de Melody Nelson de Serge Gainsbourg
- 1971 : Can I Have My Money Back? de Gerry Rafferty
- 1972 : A Possible Projection of the Future / Childhood's End (en) d'Al Kooper
- 1973 : Vu de l'extérieur de Serge Gainsbourg
- 1974 : Diamond Dogs de David Bowie
- 1975 : Michel Delpech de Michel Delpech
- 1975 : Rock Around the Bunker de Serge Gainsbourg
- 1975 : No Regrets (en) des Walker Brothers
- 1976 : L'Homme à tête de chou de Serge Gainsbourg
- 1976 : Come On Over d'Olivia Newton-John
- 1976 : Lines (en) des Walker Brothers
- 1977 : Dancing Disco de France Gall
- 1977 : Michel Jonasz de Michel Jonasz
- 1978 : We Were Happy Then de Charles Aznavour
- 1978 : The Kick Inside de Kate Bush
- 1978 : Green Light de Cliff Richard
- 1981 :  Souviens-toi de m'oublier de Catherine Deneuve
- 1981 : Land of Cockayne (en) de Soft Machine
- 1983 : Isabelle Adjani d'Isabelle Adjani
- 1983 : Baby Alone in Babylone de Jane Birkin
- 1987 : Lost Song de Jane Birkin
- 1990 : Amours des feintes de Jane Birkin

### Bandes originales

#### Cinéma
- 1977 : The Frozen Star de Mats Helge Olsson
- 1983 : Les Dents de la mer 3 (Jaws 3-D) de Joe Alves
- 1987 : Une affaire de famille (American Gothic) de John Hough
- 1989 : The Serpent of Death de Anwar Kawadri
- 1993 : Gilbert Grape (What's Eating Gilbert Grape) de Lasse Hallström
- 1995 : The Phoenix and the Magic Carpet de Zoran Perisic
- 1997 : Up on the Roof de Simon Moore
- 2006 : Alex Rider : Stormbreaker (Stormbreaker) de Geoffrey Sax

#### Télévision

##### Téléfilms
- 1977 : Philby, Burgess and Maclean de Gordon Flemyng
- 1989 : Voice of the Heart de Tony Wharmby
- 1992 : Le pouvoir et la haine (To Be the Best) de Tony Wharmby
- 1994 : Justice impitoyable (Wild Justice) de Tony Wharmby
- 1998 : The Unknown Soldier de David Drury
- 2000 : Bomber de David Drury
- 2000 : Britannic de Brian Trenchard-Smith
- 2002 : The Swap de David Drury
- 2002 : The Cry de David Drury
- 2002 : Tough Love de David Drury
- 2003 : The Crooked Man de David Drury
- 2003 : Winter Solstice de Martyn Friend
- 2004 : D-Day 6.6.1944 de Richard Dale
- 2005 : Marian, Agai de David Drury

##### Séries télévisées
- 1972 : The Adventures of Sir Prancelot (TV Series) (épisode Crumblecreek Crusade)
- 1978 : Send in the Girls (épisode The Wild Bunch)
- 1979 : The Danedyke Mystery (6 épisodes)
- 1979-1986 : In Loving Memory (21 épisodes)
- 1983 : One Summer (mini-série) (5 épisodes)
- 1984 : Commando Terroriste (mini-série) (3 épisodes)
- 1985-1986 : Mission casse-cou (Dempsey & Makepeace) (30 épisodes)
- 1986 : Farrington of the F.O. (7 épisodes)
- 1986 : Langley Bottom (6 épisodes)
- 1986 : Room at the Bottom (6 épisodes)
- 1986 : Duty Free (épisode A Duty Free Christmas)
- 1990 : Making News (6 épisodes)
- 1990 : Jupiter Moon
- 1990-1991 : French Fields (7 épisodes)
- 1991 : Renard rouge (mini-série) (2 épisodes)
- 1991-1992 : Van der Valk (7 épisodes)
- 1996 : Rhodes (8 épisodes)
- 1998 : The Round Tower
- 1998 : Oktober (mini-série) (3 épisodes)
- 1998 : Colour Blind (mini-série) (2 épisodes)
- 1999 : La Dynastie des Carey-Lewis (mini-série)
- 2001 : Victoria et Albert
- 2003 : Sur la terre de nos ancêtres (Walking with Cavemen) (série documentaire) (4 épisodes)
- 2003 : Family (mini-série)
- 2005-2006 : Coast (série documentaire) (3 épisodes)
- 2007 : Fallen Angel (en) (mini-série) (3 épisodes)
- 2013-2017 : Coast Australia (série documentaire) (2 épisodes)